# Vitignano
Vitignano è una località posta nel comune di Castelnuovo Berardenga in provincia di Siena.

## Storia
Il borgo di Vitignano sorge attorno all'antica villa della famiglia Mocenni. Interessante è la torre databile a prima del 1000 d.C.
e gli uliveti e vigneti circostanti.

## Monumenti e luoghi d'interesse
La località di Vitignano è anche famosa per la fonte sorgiva che si trova lungo il viale che conduce al borgo. A questa fonte attingono tuttora l'acqua i suoi abitanti e molti altri chiantigiani.
Non lontano si possono visitare le rovine del castello di Cerreto, la piana di Montaperti e la villa di Montechiaro.
A poche centinaia di metri da Vitignano, sulla strada per ritornare a Pianella, si trova il grazioso abitato di Pensieri di Sopra e più in basso, Pensieri di Sotto.